# آنا أوكسا
آنا هوكسا (الألبانية: ؛ من مواليد 28 أبريل 1961) مغنية وممثلة ومقدمة برامج تلفزيونية إيطالية. معروفة باسم آنا أوكسا يشار إليها بعاطفة باسم (الإيطالية: la Voce e il Cuoreوالتي تعني: "الصوت والقلب") حظيت بشعبية كبيرة داخل إيطاليا بسبب مشاركتها العديدة في مهرجان سانريمو للموسيقى. من بين أغانيه الأكثر شهرة، "قليل من المشاعر"، "إنها لحظة" ، "امرأة معك"، "عندما يولد حب"، فازت بمهرجان سانريمو في ذلك العام، كذلك أغنية سأتركك مع المغني فاوستو ليالي وفازت الأغنية بمهرجان سانريمو عام 1989، سجل الفنانان أغنية معًا وتم تقديمها بعد بضعة أشهر في مسابقة الأغنية الأوروبية عام 1989 حيث احتلت المرتبة التاسعة.

## نشأته
ولدت أوكسا في 28 أبريل 1961 في باري إلى قاسم هوخا ، وهو ألباني الأصل من كروجي ، وأم إيطالية. نشأت في حي سان باسكويل في باري ، وتلتحق بالمدرسة في ليسيو أرتيستيكو جيوسيبي دي نيتيس. منذ شبابها ، كانت أوكسا نباتية.

## روابط خارجية
- آنا أوكسا على موقع IMDb (الإنجليزية)
- آنا أوكسا على موقع ميوزك برينز (الإنجليزية)
- آنا أوكسا على موقع أول ميوزيك (الإنجليزية)
- آنا أوكسا على موقع ديسكوغز (الإنجليزية)
- آنا أوكسا على موقع قاعدة بيانات الفيلم (الإنجليزية)